# Herois de David
Els herois de David, també coneguts com els guerrers del rei David, els llorejats de David o els valents de David, van ser una tropa de trenta soldats d'elit, sota el comandament del rei David, mencionada al segon llibre de Samuel on apareix la llista completa de tots al capítol 23. Al llibre de Samuel de vegades es parla dels Trenta per a referir-se a tots ells, i d'altres d'els Tres, per a referir-se a una selecció de tres dels trenta, formada per Ixbaal, l'hacmonita, anomenat també Adinó, l'esnita, un dels principals herois, que en un sol atac va deixar estesos vuit-cents homes, i era el cap dels herois. Elazar, fill de Dodó, net d'un home d'Ahóah, que un dia que els herois de David s'havien infiltrat entre els filisteus, aquests van fer pinya per combatre'ls, i els homes d'Israel es van retirar. Però Elazar es va mantenir ferm i va matar molts filisteus fins que la mà, de tan cansada, li va quedar enrampada, agafada a l'espasa. Va aconseguir una victòria extraordinària. i Xamà, fill d'Agué, ararita. Els filisteus s'havien agrupat a Lehí, on hi havia un camp ple de llenties, i l'exèrcit va fugir. Però Xamà es va plantar al mig d'aquell camp, va defensar-lo i va derrotar els filisteus. Aquests tres són anomenats "els caps dels herois de David" i el Primer llibre de les Cròniques diu que el van ajudar a ser rei.
Aquests guerrers eren professionals directament vinculats amb el rei, potser des de l'època en què va estar amb els filisteus. Al capítol 11 del llibre Primer de les Cròniques s'afegeixen alguns noms més als trenta anteriors, probablement incorporats als últims temps del rei. Aquests guerrers especials són anomenats pels seus llinatges i no pel seu lloc d'origen, cosa que alguns antropòlegs interpreten com a que pertanyien a tribus no completament sedentàries.

## Clans
Alguns dels clans mencionats són: els jacamonites, jaradites, ajojites, paltrites, jetrites, arbatites i belmites.

## Herois de David
Alguns dels herois de David són els següents:
- Adina, fill de Siza de Ruben, un dels que apareix al llibre primer de les Cròniques.[5]
- Ixbaal, l'hacmonita, cap dels herois de David, va matar 800 homes segons el Segon llibre de Samuel.[6]
- Uries l'hitita, marit de Betsabé, David va robar-li l'esposa i el va fer matar per a quedar-se amb ella. Apareix al Primer llibre de les Cròniques[7] i al segon llibre de Samuel.[8]